# Cross Fell
Cross Fell ist mit 893 m der höchste Berg der Pennines und außerdem der höchste Berg Englands außerhalb des Lake District. Er liegt in der Grafschaft Cumbria im Norden Englands und zählt zum Typ der Marilyns. Das Cross Fell ist Teil des Moor House and Cross Fell Site of Special Scientific Interest.

## Beschreibung
Der Gipfel, eine steinige Hochebene, ist Teil eines 20 km langen Grates, der von Nordwest nach Südost verläuft und auch die Gipfel von Little Dun Fell (842 m) und Great Dun Fell (849 m) umfasst. Gemeinsam bilden die drei Berge einen Steilabbruch, der im Westen hoch über dem Tal des Flusses Eden aufragt und im Nordosten sanft zu den Tälern des Tyne und des Tees abfällt.
Bei klarer Sicht sind vom Gipfel aus etliche Berge des Lake District, die Cheviot Hills sowie über den Solway Firth hinweg die Southern Uplands in Schottland zu sehen.
Die lokale Flora umfasst eine Anzahl seltener alpiner Pflanzen wie Stern-Steinbrech und Alpen-Vergissmeinnicht, an der Nordseite des Berges liegt ein ausgedehntes Hochmoor.

## Geologie
Cross Fell und die benachbarten Berge bestehen hauptsächlich aus hartem Kalksteinfels, durchzogen von Schichten aus Schiefer und Sandstein. Pro Jahr fällt auf dem Berg 2800 mm Niederschlag, im Winter ist der Gipfel meist durchgehend schneebedeckt.

## Helm Wind
Am Cross Fell tritt ein lokales Wetterphänomen auf, der Helm Wind oder kurz Helm, das einzige mit Namen benannte Windphänomen Großbritanniens. Ein starker Ost- oder Nordostwind wird am Cross Fell zum Aufstieg gezwungen, bildet um den Berg eine kappen- oder ringförmige Wolke (Helm Bar genannt) und fällt an der steilen Südwestflanke in die Tiefebene, wobei er Orkanstärken erreichen und beträchtlichen Schaden anrichten kann. Der Wind tritt plötzlich auf und kann mehrere Stunden, aber auch mehrere Tage anhalten.

## Erschließung
Der bekannteste Weg über Cross Fell ist der Pennine Way. Aber noch weitere Wege führen auf den Berg, eine Rundwanderung ist von Kirkland aus möglich. Die nächstgelegenen Bahnstationen sind in Appleby und Langwathby an der Bahnstrecke Settle–Carlisle, eine unregelmäßige Busverbindung von dort nach Kirkland wird durch den von Freiwilligen betriebenen Fellrunner Bus angeboten.
Eine Wanderung über Cross Fell ist nur bei gutem Wetter und mit angemessener Ausrüstung zu empfehlen, da der Gipfel im Frühjahr noch lange verschneit bleibt, häufig in Wolken und Nebel liegt und starken Winden ausgesetzt ist.